# 科波索夫I
科波索夫I（Koposov 1）是銀河系暈中一個低光度球狀星團，位於室女座。 2007年，它與球狀星團科波索夫II（Koposov 2） 一起由S.科波索夫（Koposov）等人發現。
發現者描述科波索夫I與科波索夫II為“繞銀河系運行中光度最低的球狀星團”，其他還有AM 4、帕羅馬1 和Whiting 1。